# Olivier Marquet
Olivier, baron Marquet, né le 20 avril 1957 à Wilrijk est un banquier belge pionnier du financement éthique et de l'investissement socialement responsable.

## Biographie
Il est né le 20 avril 1957 à Wilrijk, fils du baron Jean F.E. Marquet et de Viviane Leclef. Il a trois enfants de son mariage avec Marie-Noëlle du Bus de Warnaffe: Julien, Jean et Alice.

## Carrière
Entré en 1985 à la banque ANHYP (Caisse hypothécaire anversoise, devenue AXA Banque après sa fusion avec la banque IPPA). Olivier Marquet y a été successivement directeur financier puis membre du Comité exécutif. 
En 1996 il rejoint la direction de la Banque Bruxelles Lambert, rachetée en 1997 par ING. En 1997 il devient directeur de ING Investment Management, et administrateur délégué de la Caisse privée banque après qu'il a contribué à son rachat par ING Belgique. Après un bref passage par BNP-Paribas Asset Management en 2001-2003 comme directeur des ventes pour le Benelux, il prend la direction de la succursale belge de la Banque Triodos en 2003. De 2003 à 2015, la banque connaît une croissance à deux chiffres et les décisions prises sous son mandat ont permis de multiplier le nombre de collaborateurs par trois, les dépôts par sept et les crédits par dix. 
Au cours de douze années passées à la direction de la banque Triodos, il a donné plus de cent conférences sur la finance durable et s'est investi dans le conseil de nombreuses associations sociales et environnementales . Le magazine Knack considère qu'il est un des 20 belges les plus influents dans le domaine écologique . En décembre 2015, il est évincé de la direction de la banque Triodos à la suite de divergences de vue sur la stratégie de celle-ci. En octobre 2016 il devient directeur général de UNICEF Belgique. 
Depuis 2019 il est président du label Towards Sustainability. 

## Mandats
- Président du Comité de gestion du fonds Venture Philanthropy  de la Fondation Roi Baudouin;
- Membre du Conseil d'avis de la  Fondation Roi Baudouin;
- Président de BBL Finlande (1996-2000)
- Président de Belsif (Belgian Social Investment forum) 2006-2009
- Administrateur de la coopérative de microcrédits Alterfin (2003-2012)

## Distinctions
- Commandeur de l'Ordre de la Couronne (2013).
- Nommé comme "Manager de l'année" par le magazine Trends-Tendances (2008).
- Désigné comme Best Performing Bond Portfolio Manager par le Wall Street Journal (1995) [8].

## Autres sources
- Welvaren zonder groei (D. Holemans, S. Engelen, M. Wynants - Crosstalks 2011
- Rebond - Meunier - Averti 2011